# Sporisorium euclastae
Sporisorium euclastae är en svampart som beskrevs av Vánky 2004. Sporisorium euclastae ingår i släktet Sporisorium och familjen Ustilaginaceae.   Inga underarter finns listade i Catalogue of Life.